# Šanghaj
Šanghaj (čínsky pchin-jinem  Shànghǎi, znaky 上海) je jedno ze čtyř přímo spravovaných měst v Čínské lidové republice. Nachází se ve východní Číně, při ústí řeky Jang-c’ do Východočínského moře. S více než 24 miliony obyvateli je Šanghaj nejlidnatější město Číny a jedno z nejlidnatějších měst světa. Šanghaj se řadí mezi nejvýznamnější světová finanční, obchodní, hospodářská, turistická a dopravní centra. V roce 2021 dosáhl hrubý domácí produkt Šanghaje 4,32 bilionu jüanů (15,3 bilionů CZK) a má tak nejvyšší HDP ze všech čínských měst. Dvě mezinárodní letiště obsluhující šanghajskou metropolitní oblast, mezinárodní letiště Šanghaj Pchu-tung a mezinárodní letiště Šanghaj Chung-čchiao, patří podle počtu odbavených cestujících mezi nejrušnější letiště na světě. Šanghajské metro je podle celkové délky nejrozsáhlejší sítí metra a šanghajský přístav je nejvytíženější kontejnerový přístav na světě.

## Etymologie
Název města je tvořen znaky 上 (čínsky v českém přepisu šang, pchin-jinem shàng; česky „nahoře“, „vzhůru“) a 海 (čínsky v českém přepisu chaj, pchin-jinem hǎi; česky "moře"). Lze jej vykládat jako „nad mořem“ nebo „směřující k moři“, nicméně jeho původ a přesný výklad je nejasný. V čínštině se pro Šanghaj též užívají zkratky 沪 (čínsky v českém přepisu chu, pchin-jinem hù, znaky tradiční 滬) a 申 (čínsky v českém přepisu šen, pchin-jinem shēn).

## Historie

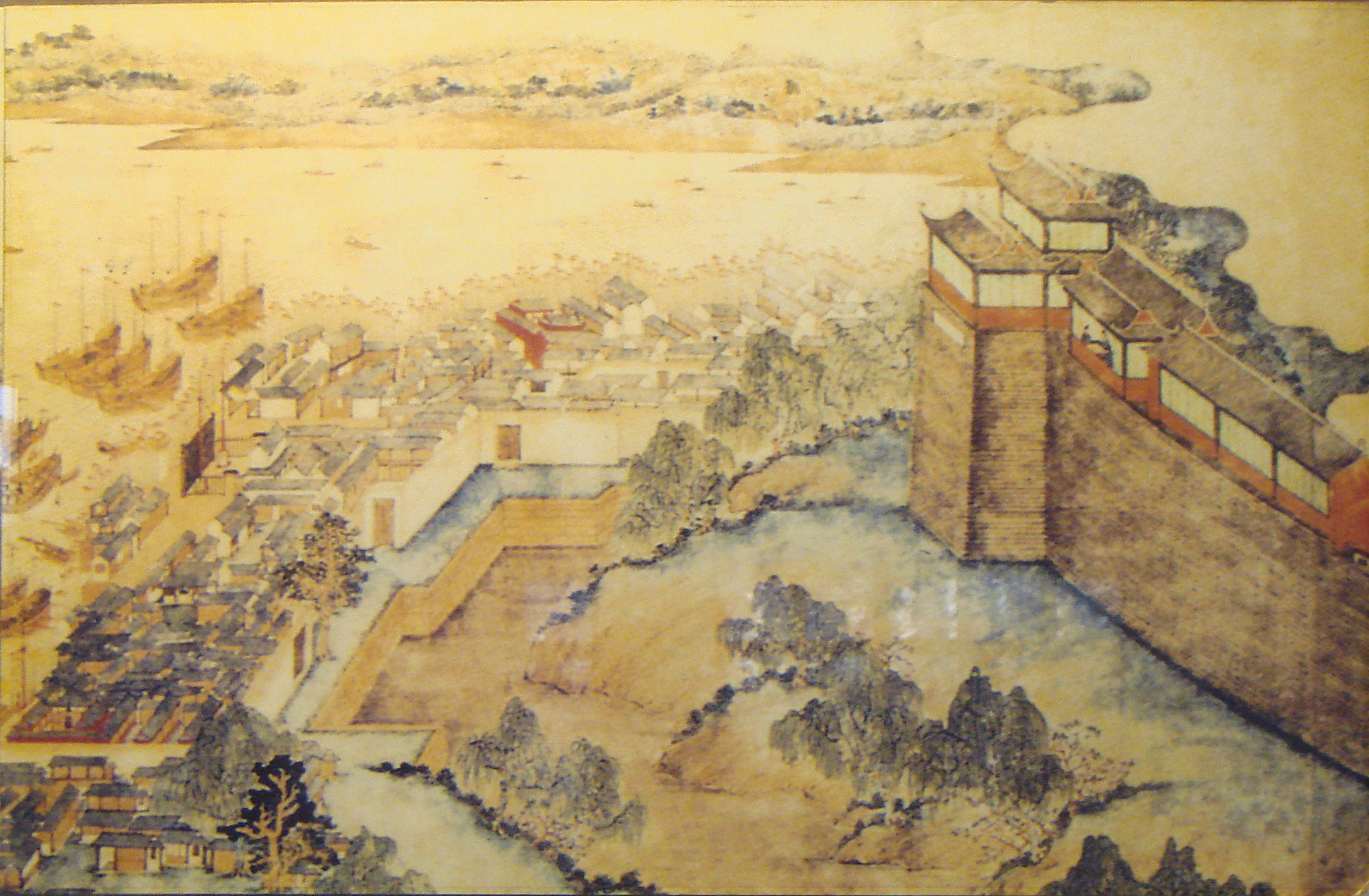
Staré město a hradby

První zmínka o místě – tehdy zvaném Chua-tching (華亭) – pochází z období dynastie Sung (960), záhy se zde rozvinul přístav, který si roku 1074 vysloužil zřízení vlastního berního úřadu. Roku 1553 bylo město opatřeno hradbami na ochranu proti pirátům. I když počet obyvatel časem vzrostl ke 200 000 a kromě obchodu se ve městě rozvíjela textilní výroba, zůstávala Šanghaj přístavem pouze oblastního významu. Situace se změnila v 19. století, kdy strategická poloha při ústí největší čínské řeky učinila ze Šanghaje jedno z hlavních středisek obchodu se Západem.
Nankingská smlouva, kterou roku 1842 po prohrané první opiové válce uzavřela Čína s Británií, stanovila Šanghaj jedním z pěti smluvních přístavů, které mají být otevřeny mezinárodnímu obchodu. V Šanghaji vznikla cizinecká čtvrť, nepodléhající čínským úřadům (od roku 1854 spravovaná tzv. Šanghajskou městskou radou), která se stala vstupní branou západních vlivů do Číny. Počet obyvatel výrazně vzrostl za tchajpchingského povstání v 50. letech 19. století díky přílivu uprchlíků, kteří se z okolního venkova uchylovali pod ochranu cizinecké čtvrti; podobná situace se opakovala za boxerského povstání roku 1900, kdy město překročilo hranici jednoho milionu lidí.
Na počátku 20. století měla kosmopolitní Šanghaj dvě moderní univerzity a byla symbolem moderní a prosperující Číny, stejně jako působištěm drogových gangů a synonymem hříchu. V Šanghaji vydával Čchen Tu-siou vlivný pokrokový časopis Mládí (青年, Čching-nien), roku 1919 bylo město mezi dějišti největších demonstrací proti postoupení bývalých německých koncesí v Číně Japonsku (Hnutí 4. května). Silný marxistický vliv ilustruje i skutečnost, že v Šanghaji byla roku 1921 založena Komunistická strana Číny. Když se v dubnu 1927 šanghajští dělníci pod komunistickým vedením pokusili ovládnout město, byli zmasakrováni Čankajškem za pomoci Zeleného gangu; bez řádného soudu bylo tehdy popraveno na 5 000 lidí. Téhož roku vznikla sloučením cizineckých čtvrtí s okolními obcemi Velká Šanghaj čítající 2,6 milionu obyvatel; zároveň bylo město vyčleněno z provincie Ťiang‑su a postaveno na roveň provincii. Tříměsíční bitva o Šanghaj, kde se 13. srpna 1937 vylodila japonská vojska, byla jedním z prvních střetů druhé čínsko-japonské války. Boje o město si vyžádaly 200 000 padlých. Čínští obránci museli přes statečný odpor nakonec ustoupit a v letech 1937–1945 tak byla Šanghaj okupována císařským Japonskem. V tomto období se též stala cílem tisíců zahraničních uprchlíků.
Od 27. května 1949 je Šanghaj pod komunistickou vládou. Třebaže po roce 1949 přesídlila řada západních firem do Hongkongu, který tak vystřídal Šanghaj v roli obchodní metropole Dálného východu, výsadní hospodářské postavení Šanghaje v rámci Číny zůstalo neotřeseno. I dnes je, nepočítáme-li Hongkong, regionem se suverénně nejvyšším HDP na hlavu v ČLR. Zatímco v 60. až 80. letech město spíše stagnovalo, velký rozmach přišel po zřízení zvláštní hospodářské zóny Pchu-tung v roce 1990, kde vyrostly velkolepé mrakodrapy a nové mezinárodní letiště. Velkým problémem zůstává těžko kontrolovatelný příliv přistěhovalců z venkovských oblastí, především z provincií An‑chuej, Ťiang‑su a Če‑ťiang.

## Geografie

### Poloha a povrch
Šanghaj se rozkládá jižně od ústí Jang-c’-ťiang do východočínského moře, podél obou břehů řeky Chuang-pchu. Na severu a severozápadě hraničí s provincií Ťiang-su, na jihozápadě s provincií Če-ťiang. Regionálně spadá do východní Číny. Terén v centru města je velmi plochý, průměrná nadmořská výška činí 4 m.

### Životní prostředí
Velkým problémem je dopravní hluk a silné znečištění vzduchu i vodních toků – Šanghaj je na 4. místě mezi městy s nejznečištěnějším ovzduším na světě. Městskou květinou je magnólie (Magnolia denudata).

### Podnebí
Klima je subtropické se zimními teplotami v rozmezí -1 °C až 8 °C, v létě pak teploty dosahují 28 °C až 35 °C a vlhkost vzduchu dosahuje hodnot přes 80 %. Průměrná roční teplota činí 15,3 °C; roční úhrn srážek 1 135 mm, z čehož největší část spadne od května do září. Za rok se v průměru vyskytne 110 dnů s deštěm. Nejvhodnější období k návštěvě nastává na sklonku jara a počátkem podzimu.

| Šanghaj – podnebí                        | Šanghaj – podnebí | Šanghaj – podnebí | Šanghaj – podnebí | Šanghaj – podnebí | Šanghaj – podnebí | Šanghaj – podnebí | Šanghaj – podnebí | Šanghaj – podnebí | Šanghaj – podnebí | Šanghaj – podnebí | Šanghaj – podnebí | Šanghaj – podnebí | Šanghaj – podnebí |
| Období                                   | leden             | únor              | březen            | duben             | květen            | červen            | červenec          | srpen             | září              | říjen             | listopad          | prosinec          | rok               |
| ---------------------------------------- | ----------------- | ----------------- | ----------------- | ----------------- | ----------------- | ----------------- | ----------------- | ----------------- | ----------------- | ----------------- | ----------------- | ----------------- | ----------------- |
| Průměrné denní maximum [°C]              | 7,7               | 8,6               | 12,7              | 18,6              | 23,5              | 27,2              | 31,6              | 31,5              | 27,2              | 22,3              | 16,7              | 10,6              | 19,8              |
| Průměrné denní minimum [°C]              | 0,5               | 1,5               | 5,1               | 10,6              | 15,7              | 20,3              | 24,8              | 24,7              | 20,5              | 14,7              | 8,6               | 2,4               | 12,5              |
| Průměrné srážky [mm]                     | 39                | 59                | 81                | 102               | 115               | 152               | 128               | 133               | 156               | 61                | 51                | 35                | 1 112             |
| Zdroj: World Weather Information Service |                   |                   |                   |                   |                   |                   |                   |                   |                   |                   |                   |                   |                   |

## Rozloha a počet obyvatel
Oficiální údaje k 1. červnu 2017:
Šanghaj (bez vnějších předměstí)
- Rozloha: 550 km²
- Počet obyvatel: 25 mil.
- Hustota zalidnění: 16 843 obyvatel/km²

Šanghaj (městská aglomerace spadající do správního obvodu statutárního města; celkem 18 městských obvodů a jeden venkovský okres)
- Rozloha: 7037,5 km²
- Počet obyvatel: 25 mil. (1. července 2017)
- Hustota zalidnění: 3298 obyvatel/km²

Uvedená čísla zachycují pouze počet úředně registrovaných obyvatel; ve skutečnosti žije v Šanghaji „načerno“ dalších 4–5 milionů lidí.

### Osobnosti spjaté s městem
- Svatý Jan Šanghajský a Sanfranciský

## Administrativní členění
Šanghaj je jedno ze čtyř přímo spravovaných měst v Číně a je rozdělena na 16 obvodů. Devět z nich, souhrnně označovaných Pchu-si (浦西, Pǔxī) na západním břehu řeky Chuang-pchu-ťiang (黄浦) představuje historické jádro města, zatímco desátý obvod Pchu-tung (浦东, Pǔdōng), vytvořený roku 1992 je moderní čtvrť na protějším východním břehu.
| Administrativní členění Šanghaje | Administrativní členění Šanghaje | Administrativní členění Šanghaje | Administrativní členění Šanghaje | Administrativní členění Šanghaje |
| --- | -------------------------------- | -------------------------------- | -------------------------------- | -------------------------------- |
| Chuang-pchu Sü-chuej Čchang-ning Ťing-an Pchu-tchuo Chung-kchou Jang-pchu Min-chang Pao-šan Ťia-ting Pchu-tung Ťin-šan Sung-ťiang Čching-pchu Feng-sien Čchung-ming | Název                            | Rozloha (km2)                    | Počet obyvatel (2020)            | PSČ                              |
| Chuang-pchu Sü-chuej Čchang-ning Ťing-an Pchu-tchuo Chung-kchou Jang-pchu Min-chang Pao-šan Ťia-ting Pchu-tung Ťin-šan Sung-ťiang Čching-pchu Feng-sien Čchung-ming | Šanghaj (celkem)                 | 6340,5                           | 24 870 895                       | 200000                           |
| Chuang-pchu Sü-chuej Čchang-ning Ťing-an Pchu-tchuo Chung-kchou Jang-pchu Min-chang Pao-šan Ťia-ting Pchu-tung Ťin-šan Sung-ťiang Čching-pchu Feng-sien Čchung-ming | Chuang-pchu                      | 20,46                            | 662 030                          | 200001                           |
| Chuang-pchu Sü-chuej Čchang-ning Ťing-an Pchu-tchuo Chung-kchou Jang-pchu Min-chang Pao-šan Ťia-ting Pchu-tung Ťin-šan Sung-ťiang Čching-pchu Feng-sien Čchung-ming | Sü-chuej                         | 54,76                            | 1 113 078                        | 200030                           |
| Chuang-pchu Sü-chuej Čchang-ning Ťing-an Pchu-tchuo Chung-kchou Jang-pchu Min-chang Pao-šan Ťia-ting Pchu-tung Ťin-šan Sung-ťiang Čching-pchu Feng-sien Čchung-ming | Čchang-ning                      | 38,30                            | 693 051                          | 200050                           |
| Chuang-pchu Sü-chuej Čchang-ning Ťing-an Pchu-tchuo Chung-kchou Jang-pchu Min-chang Pao-šan Ťia-ting Pchu-tung Ťin-šan Sung-ťiang Čching-pchu Feng-sien Čchung-ming | Ťing-an                          | 36,88                            | 975 707                          | 200040                           |
| Chuang-pchu Sü-chuej Čchang-ning Ťing-an Pchu-tchuo Chung-kchou Jang-pchu Min-chang Pao-šan Ťia-ting Pchu-tung Ťin-šan Sung-ťiang Čching-pchu Feng-sien Čchung-ming | Pchu-tchuo                       | 54,83                            | 1 239 800                        | 200333                           |
| Chuang-pchu Sü-chuej Čchang-ning Ťing-an Pchu-tchuo Chung-kchou Jang-pchu Min-chang Pao-šan Ťia-ting Pchu-tung Ťin-šan Sung-ťiang Čching-pchu Feng-sien Čchung-ming | Chung-kchou                      | 23,46                            | 757 498                          | 200080                           |
| Chuang-pchu Sü-chuej Čchang-ning Ťing-an Pchu-tchuo Chung-kchou Jang-pchu Min-chang Pao-šan Ťia-ting Pchu-tung Ťin-šan Sung-ťiang Čching-pchu Feng-sien Čchung-ming | Jang-pchu                        | 60,73                            | 1 242 548                        | 200082                           |
| Chuang-pchu Sü-chuej Čchang-ning Ťing-an Pchu-tchuo Chung-kchou Jang-pchu Min-chang Pao-šan Ťia-ting Pchu-tung Ťin-šan Sung-ťiang Čching-pchu Feng-sien Čchung-ming | Min-chang                        | 370,75                           | 2 653 489                        | 201100                           |
| Chuang-pchu Sü-chuej Čchang-ning Ťing-an Pchu-tchuo Chung-kchou Jang-pchu Min-chang Pao-šan Ťia-ting Pchu-tung Ťin-šan Sung-ťiang Čching-pchu Feng-sien Čchung-ming | Pao-šan                          | 270,99                           | 2 235 218                        | 201900                           |
| Chuang-pchu Sü-chuej Čchang-ning Ťing-an Pchu-tchuo Chung-kchou Jang-pchu Min-chang Pao-šan Ťia-ting Pchu-tung Ťin-šan Sung-ťiang Čching-pchu Feng-sien Čchung-ming | Ťia-ting                         | 464,20                           | 1 834 258                        | 201800                           |
| Chuang-pchu Sü-chuej Čchang-ning Ťing-an Pchu-tchuo Chung-kchou Jang-pchu Min-chang Pao-šan Ťia-ting Pchu-tung Ťin-šan Sung-ťiang Čching-pchu Feng-sien Čchung-ming | Pchu-tung                        | 1210,41                          | 5 681 512                        | 200135                           |
| Chuang-pchu Sü-chuej Čchang-ning Ťing-an Pchu-tchuo Chung-kchou Jang-pchu Min-chang Pao-šan Ťia-ting Pchu-tung Ťin-šan Sung-ťiang Čching-pchu Feng-sien Čchung-ming | Ťin-šan                          | 586,05                           | 822 776                          | 201500                           |
| Chuang-pchu Sü-chuej Čchang-ning Ťing-an Pchu-tchuo Chung-kchou Jang-pchu Min-chang Pao-šan Ťia-ting Pchu-tung Ťin-šan Sung-ťiang Čching-pchu Feng-sien Čchung-ming | Sung-ťiang                       | 605,64                           | 1 909 713                        | 201600                           |
| Chuang-pchu Sü-chuej Čchang-ning Ťing-an Pchu-tchuo Chung-kchou Jang-pchu Min-chang Pao-šan Ťia-ting Pchu-tung Ťin-šan Sung-ťiang Čching-pchu Feng-sien Čchung-ming | Čching-pchu                      | 670,14                           | 1 271 424                        | 201700                           |
| Chuang-pchu Sü-chuej Čchang-ning Ťing-an Pchu-tchuo Chung-kchou Jang-pchu Min-chang Pao-šan Ťia-ting Pchu-tung Ťin-šan Sung-ťiang Čching-pchu Feng-sien Čchung-ming | Feng-sien                        | 687,39                           | 1 140 872                        | 201400                           |
| Chuang-pchu Sü-chuej Čchang-ning Ťing-an Pchu-tchuo Chung-kchou Jang-pchu Min-chang Pao-šan Ťia-ting Pchu-tung Ťin-šan Sung-ťiang Čching-pchu Feng-sien Čchung-ming | Čchung-ming                      | 1185,49                          | 637 921                          | 202100                           |

## Doprava

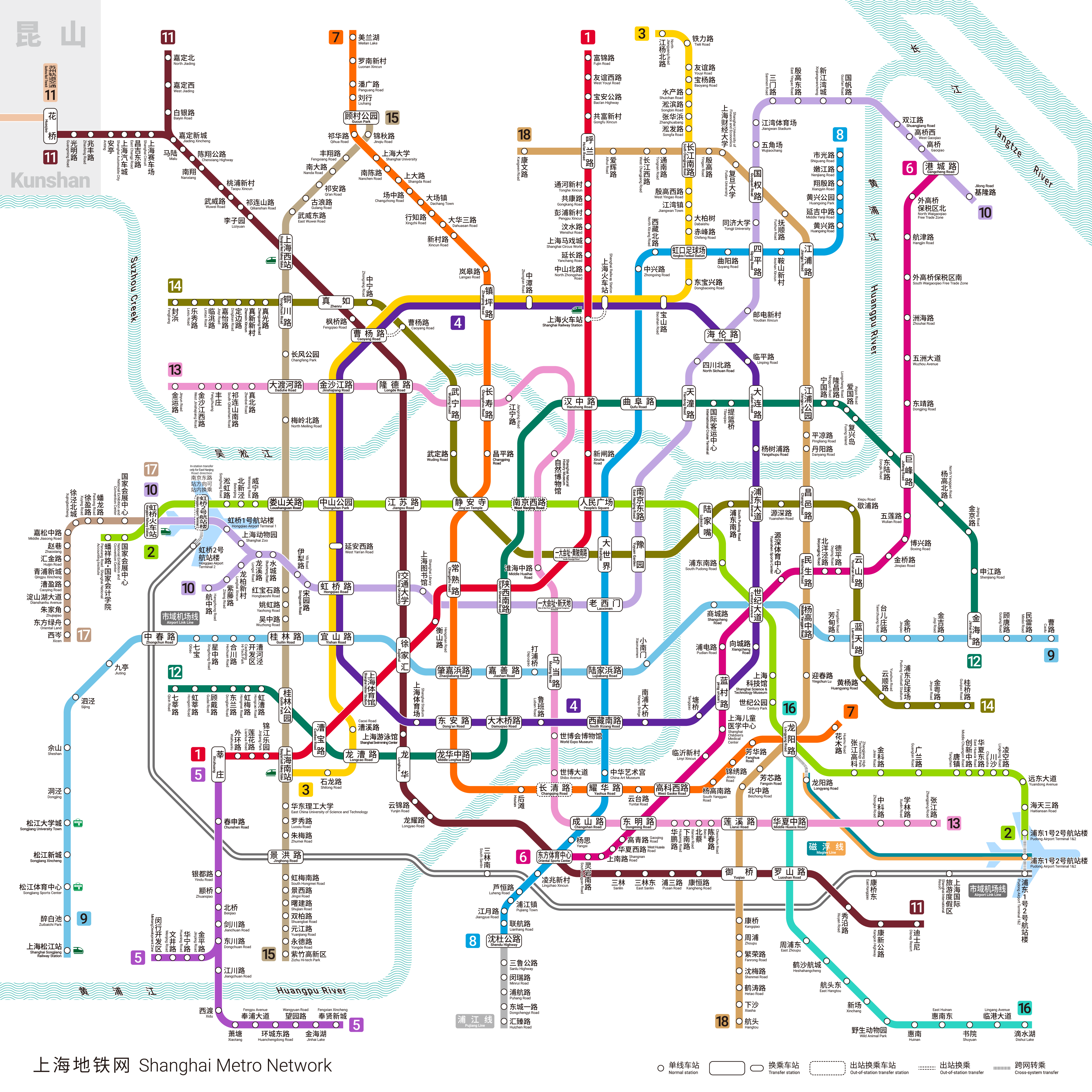
Schéma sítě metra v Šanghaji

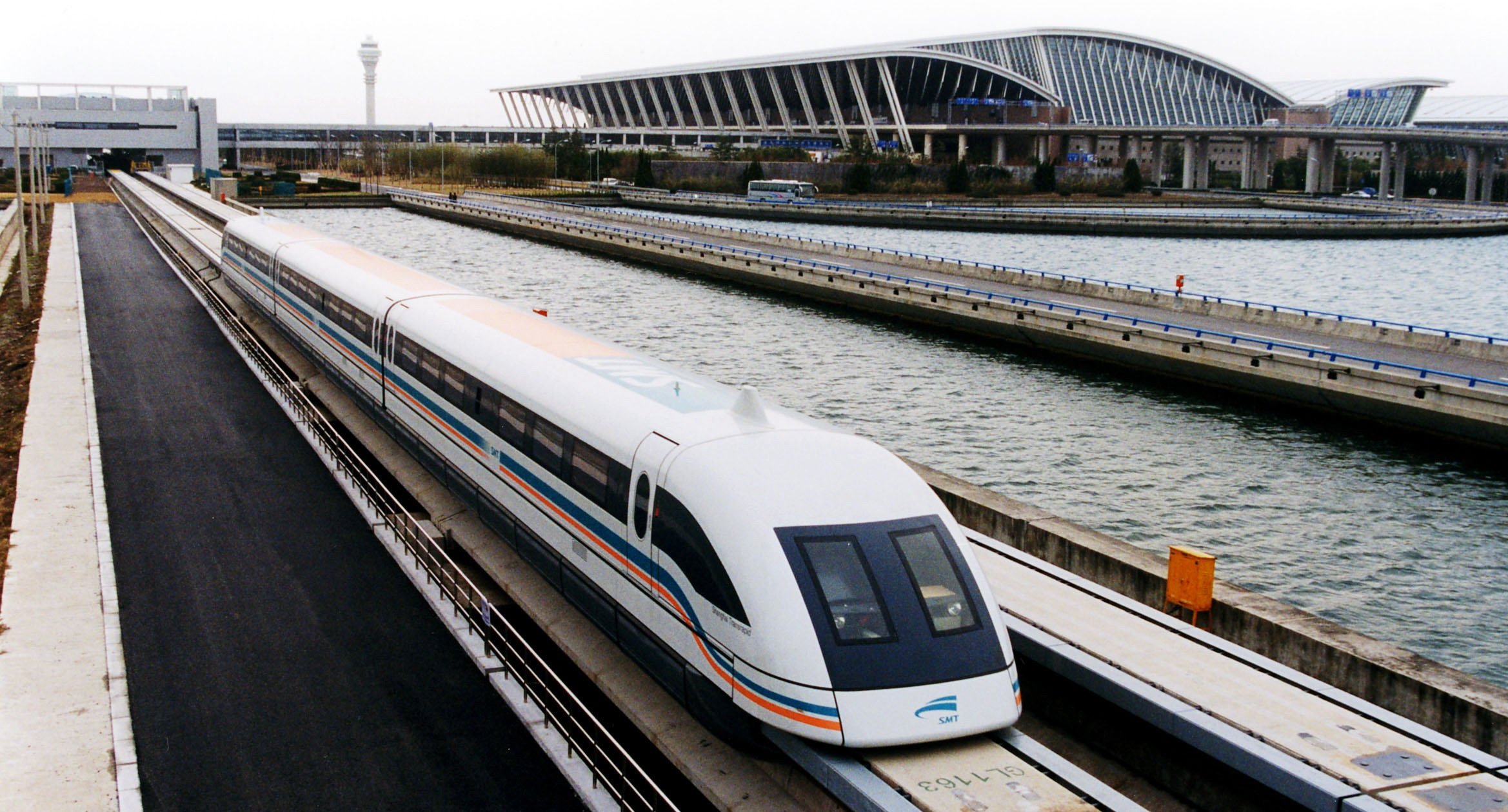
Šanghajský Maglev

Šanghajské metro má 18 linek (2020); další trasa a rozšíření stávajících jsou ve výstavbě. Staré šanghajské letiště Chung-čchiao se nachází v západní části města a slouží převážně vnitrostátní dopravě. Od roku 1999 je provozu nové mezinárodní letiště Pchu-tung na okraji východní čtvrti Pchu-tung. Nové letiště spojuje od března 2004 s centrem první komerční linka magnetického rychlovlaku Transrapid německé konstrukce. Rychlovlak dosahuje rychlosti 450 km/h a 32 km dlouhou trasu urazí za necelých 8 minut, nejvyšší rychlost se však mění v průběhu dne dle stanoveného jízdního řádu. Od roku 2010 vede také na letiště linka metra. V některých částech města je zde v provozu také trolejbusová a tramvajová doprava. Velmi populárním způsobem dopravy je také taxi.
Šanghaj je také významnou křižovatkou silniční dopravy, ve městě začíná nebo jím prochází mnoho důležitých dálkových dálnic (G), samotné město je protkáno sítí místních dálnic (S). Oba břehy řeky Chuang-pchu spojuje pět mostů a několik tunelů, kombinovaný most a tunel překonává severně od města také řeku Jang-c’-ťiang. Silniční provoz ve městě je hustý, ve špičce se tvoří zácpy. Počet aut ve městě stále stoupá, proto místní vláda rozhodla o přidělování poznávacích značek pro nové automobily formou aukce, když každý měsíc je možné získat asi 8000 značek. V červnu 2015 minimální cena značky dosáhla přesáhla 75 tis. jüanů (asi 285 tis. Kč).

## Pozoruhodnosti

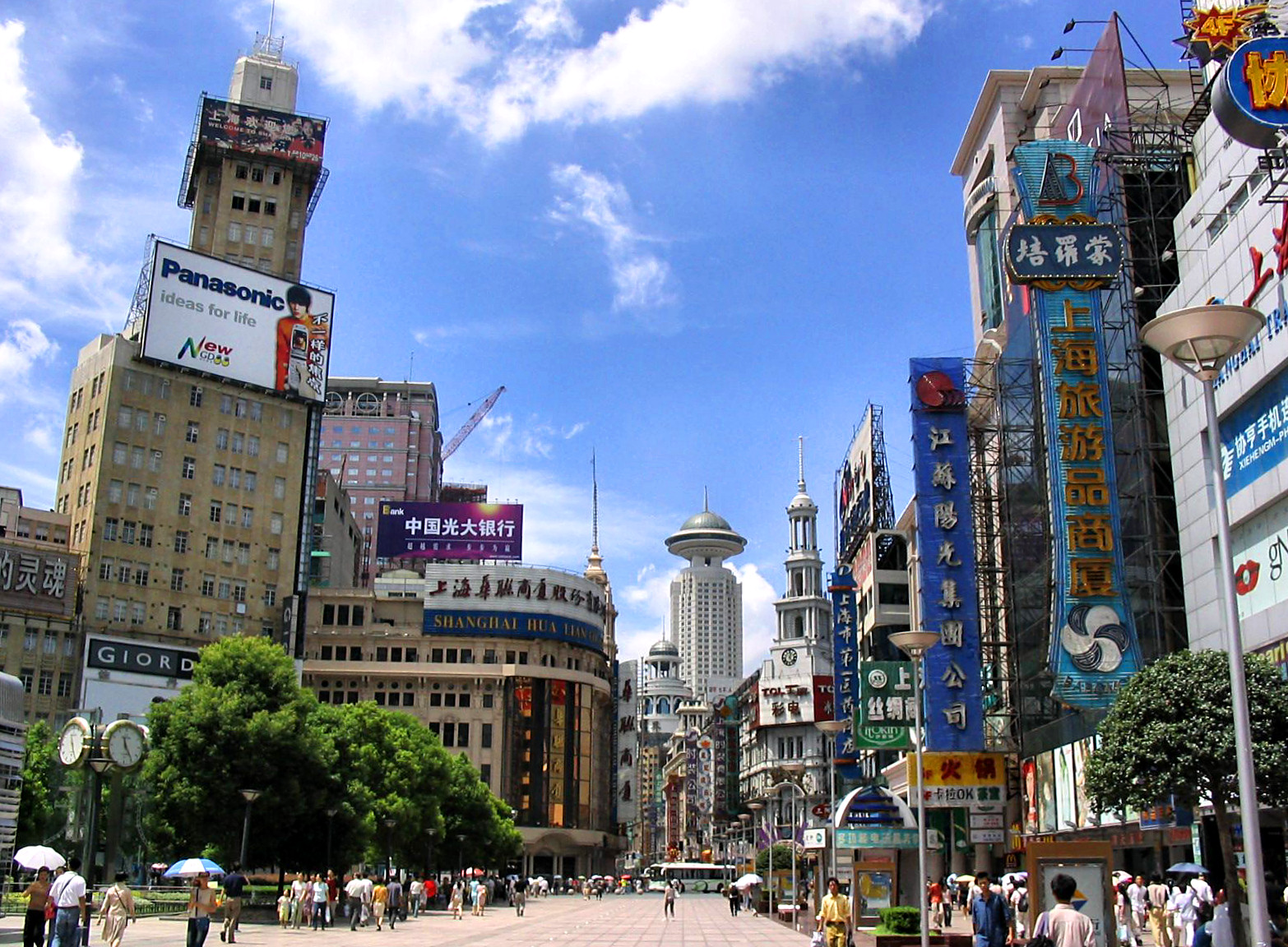
Nankingská třída v Šanghaji

Šanghaj na rozdíl od mnoha čínských měst neoplývá středověkými památkami. Nejstarší křesťanský chrám na Dálném Východě zde byl postaven roku 1553, necelý rok po smrti misionáře, jezuity svatého Františka Xaverského, jemuž byl zasvěcen. Při pozdějších represích proti křesťanům byl však přeměněn na svatyni Kuana Jü.   

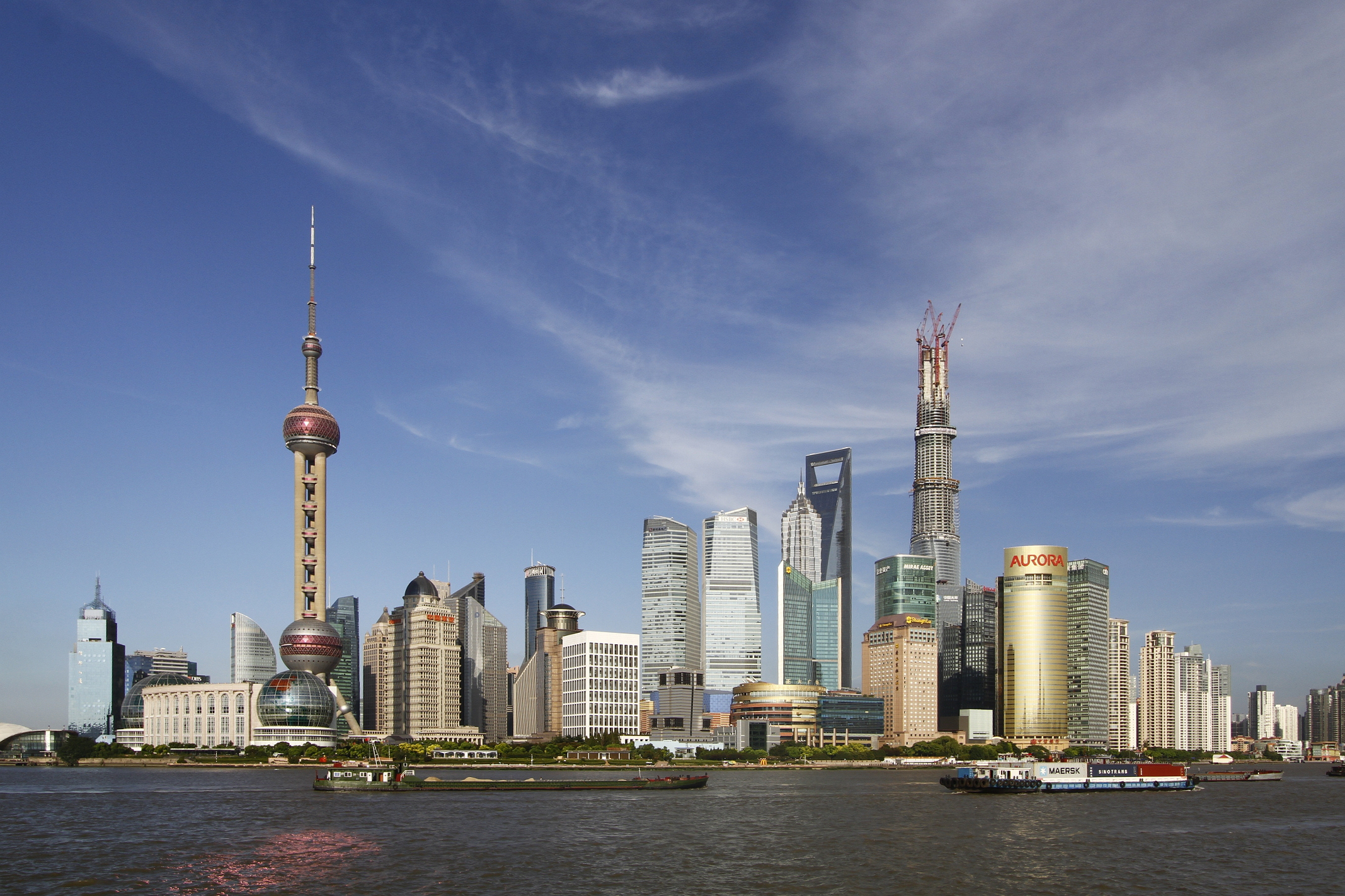
Panorama Pchu-tungu

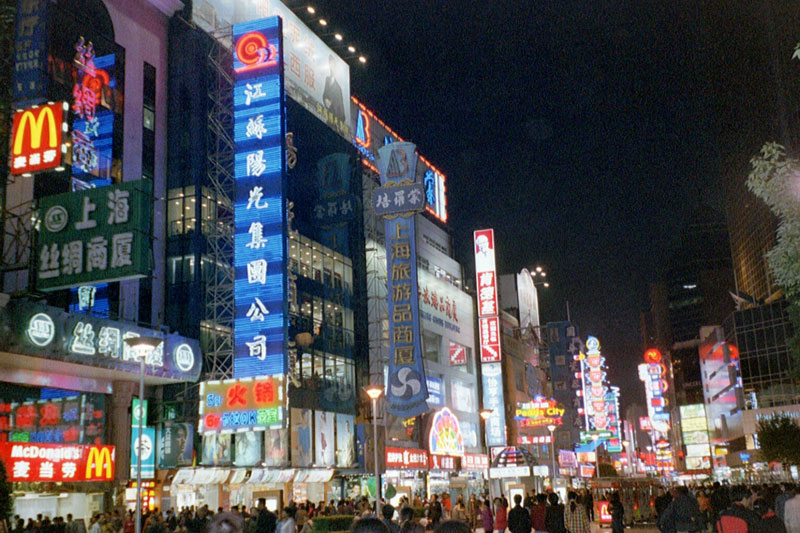
Nankingská třída v noci

Dominantu města v samém centru, čtvrti Chuang-pchu, tvoří tzv. Bund – nábřeží lemované výstavnými výškovými budovami bank, obchodních společností a hotelů z počátku 20. století. Bund je dnes památkově chráněn a výstavba vyšších mrakodrapů v této oblasti není povolena.
Na protějším břehu se nachází moderní čtvrť Pchu-tung s mnoha mrakodrapy. Vypíná se zde také 468 m vysoká věž Perla Orientu z roku 1995, další dominanty tvoří od roku 1998 mrakodrap Ťin Mao s 88 podlažími (Číňané považují osmičku za velmi šťastné číslo), od roku 2008 492-metrový mrakodrap Shanghai World Financial Center a nejnovější dominantou je od roku 2014 632-metrová Shanghai Tower, druhá nejvyšší budova světa. Sídlí zde také Čínské muzeum umění v pozoruhodné budově bývalého čínského pavilonu na výstavě Expo 2010.
Náměstí Lidu v Chuang-pchu dominuje od roku 1996 nová budova Šanghajského muzea, s unikátní kombinací kruhového a čtvercového půdorysu, vyjadřující dávnou čínskou představu kruhového nebe a čtvercové země. Bohaté uměleckohistorické sbírky obsahují předměty od nejstarších bronzů z období Šang až po nábytek z časů dynastie Čching.
Nankingská třída, jedna z hlavních obchodních tepen města, směřuje k buddhistickému chrámu Ťing-an (靜安寺, Ťing-an s', Chrám Klidu a Míru.), obnovenému v roce 1983. Mezi moderní pulsující čtvrti patří Sin-tchien-ti (新天地) a Tchien-c´-fang (田子坊), plné kaváren a malých obchůdků s uměním.
U Šanghaje se nachází automobilový okruh pro závody Formule 1. Je dlouhý 5,5 km a má tvar připomínající znak „šang“ (上) z názvu města. 26. září 2004 se na něm poprvé jela Velká cena Číny. V roce 2010 hostila Šanghaj světovou výstavu. V budově čínského pavilonu se nyní nachází kolekce čínského moderního umění.
Šanghaj je mimo jiné také známá pro svůj noční život.

## Partnerská města

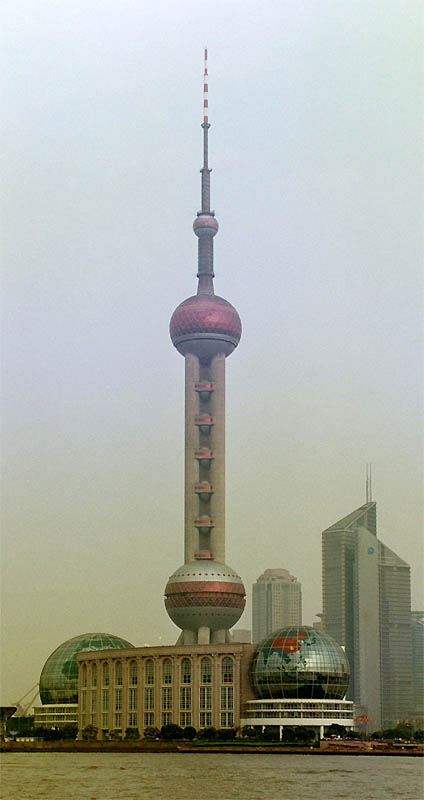
Věž Perla Orientu

| - Aden, Jemen (1995) - Alexandrie, Egypt (1992) - Alžír, Alžírsko (2003) - Antverpy, Belgie (1984) - Bangkok, Thajsko (2014) - Barcelona, Španělsko (2001) - Basilej, Švýcarsko (2007) - Bratislava, Slovensko (2003) - Bombaj, Indie (2014) - Budapešť, Maďarsko (2013) - Casablanca, Maroko (1986) - Constanța, Rumunsko (2002) - Cork, Irsko (2005) - Čiang Mai, Thajsko (2000) - Dubaj, Spojené arabské emiráty (2000) - Dunedin, Nový Zéland (1994) - Espoo, Finsko (1998) - Gdaňsk, Polsko (1985) - Göteborg, Švédsko (1986) - Guayaquil, Ekvádor (2001) - Haifa, Izrael (1994) - Hamburk, Německo (1986) | - Hamhung, Severní Korea (1982) - Houston, Spojené státy americké (2015) - Ho Či Minovo Město, Vietnam (1990) - Chicago, Spojené státy americké (1985) - Istanbul, Turecko (1989) - Jokohama, Japonsko (1973) - Karáčí, Pákistán (1984) - Kolombo, Šrí Lanka (2003) - Kuopio, Finsko (2012) - KwaZulu-Natal, Jihoafrická republika (2001) - Lille, Francie - Liverpool, Spojené království (1999) - Londýn, Spojené království (1996) - Manaus, Brazílie (2009) - Manila, Filipíny (1983) - Maputo, Mosambik (1999) - Marseille, Francie (1987) - Milán, Itálie (1979) - Montréal, Kanada (1985) - New York, Spojené státy americké (2007) - Nikósie, Kypr (2004) - Ósaka, Japonsko (1974) | - Oslo, Norsko (2001) - Petrohrad, Rusko (1988) - Phnompenh, Kambodža (2009) - Praha, Česko (2016) - Pireus, Řecko (1985) - Porto, Portugalsko (1995) - Port Vila, Vanuatu (1994) - Prefektura Nagasaki, Japonsko (1986) - Pusan, Jižní Korea (1993) - Rotterdam, Nizozemsko (1979) - Salcburk, Rakousko (2004) - Santiago de Cuba, Kuba (1996) - San Francisco, Spojené státy americké (1979) - Sarajevo, Bosna a Hercegovina (2008) - São Paulo, Brazílie (1988) - Sofie, Bulharsko (2014) - Soul, Jižní Korea (2014) - Taškent, Uzbekistán (1994) - Valparaíso, Chile (2001) - Windhoek, Namibie (1995) - Záhřeb, Chorvatsko (1980) |